# ورا، نروژ
ورا، نروژ (به لاتین: Vera, Norway) یک منطقهٔ مسکونی در نروژ است که در Verdal واقع شده‌است.

## خصوصیات
ورا ۳۷۳ متر بالاتر از سطح دریا واقع شده‌است.